# Glogov Brod
Glogov Brod je naselje u Općini Brežice u istočnoj Sloveniji. Glogov Brod se nalazi u pokrajini Štajerskoj i statističkoj regiji Donjoposavskoj. 

## Stanovništvo
Prema popisu stanovništva iz 2002. godine Glogov Brod je imao 133 stanovnika.

### Etnički sastav
1991. godina:
- Slovenci: 141 (98,6%)
- Hrvati: 2 (1,4%)

## Vanjske poveznice
- Satelitska snimka naselja  Arhivirana inačica izvorne stranice od 29. srpnja 2017. (Wayback Machine)